# 薬研堀不動院
薬研堀不動院（やげんぼりふどういん）は東京都中央区東日本橋にある寺院である。

## 概要
真言宗智山派大本山川崎大師平間寺の東京別院。目黒不動、目白不動とともに江戸三大不動として知られている。寺紋は大本山と同様に丸に三つ柏。
住職は平間寺貫首が勤める事となっており、現在は藤田隆乗師。

## 交通
鉄道
- 都営地下鉄浅草線  東日本橋駅（B3出口、B4出口）より徒歩3分
- 都営地下鉄新宿線  馬喰横山駅（A3出口、A4出口）より徒歩5分

バス
- 都営バス秋26系統（葛西駅行）「東日本橋駅前」下車 徒歩6分

## ギャラリー

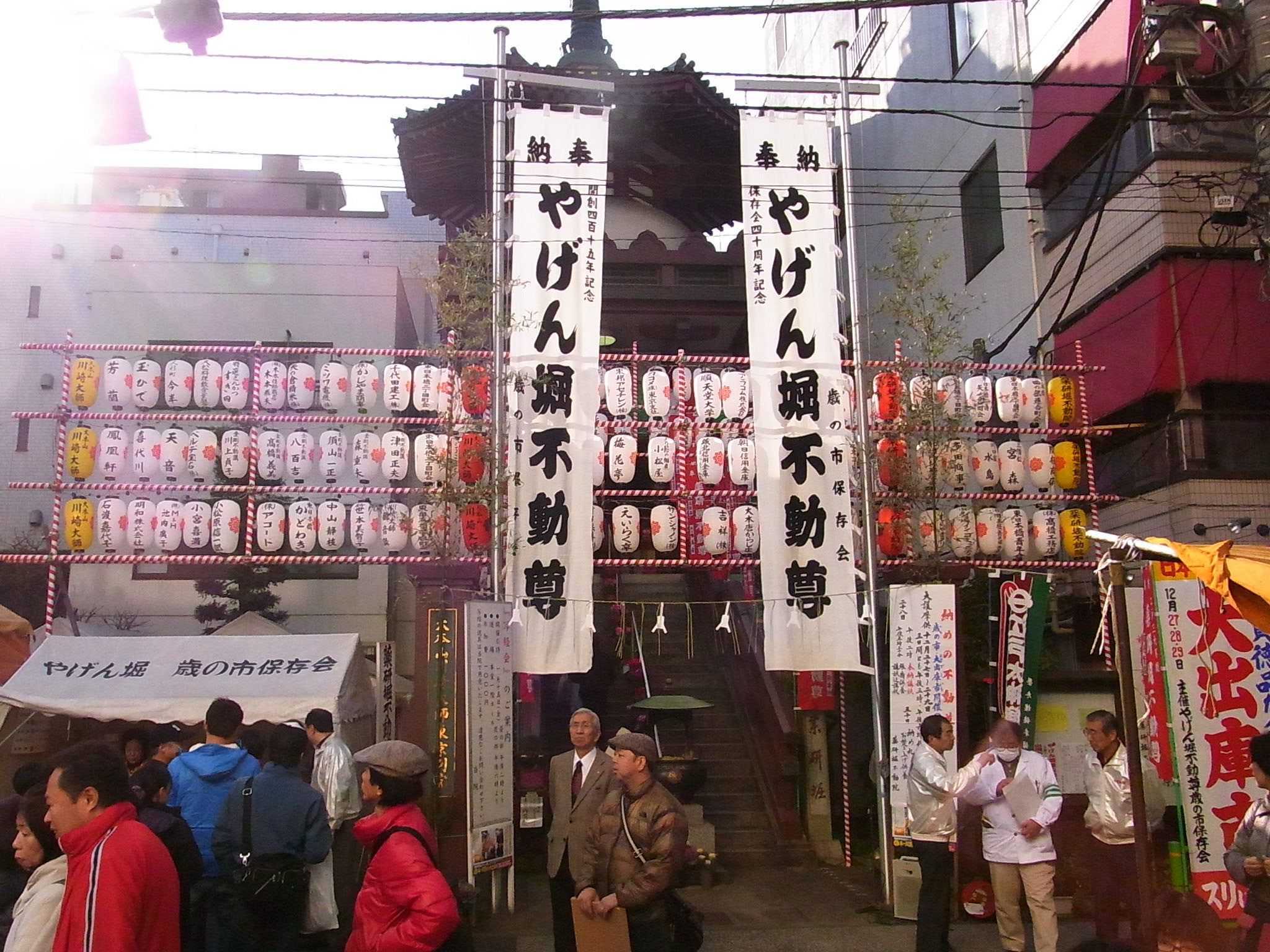
薬研堀不動院（2009年12月27日撮影）
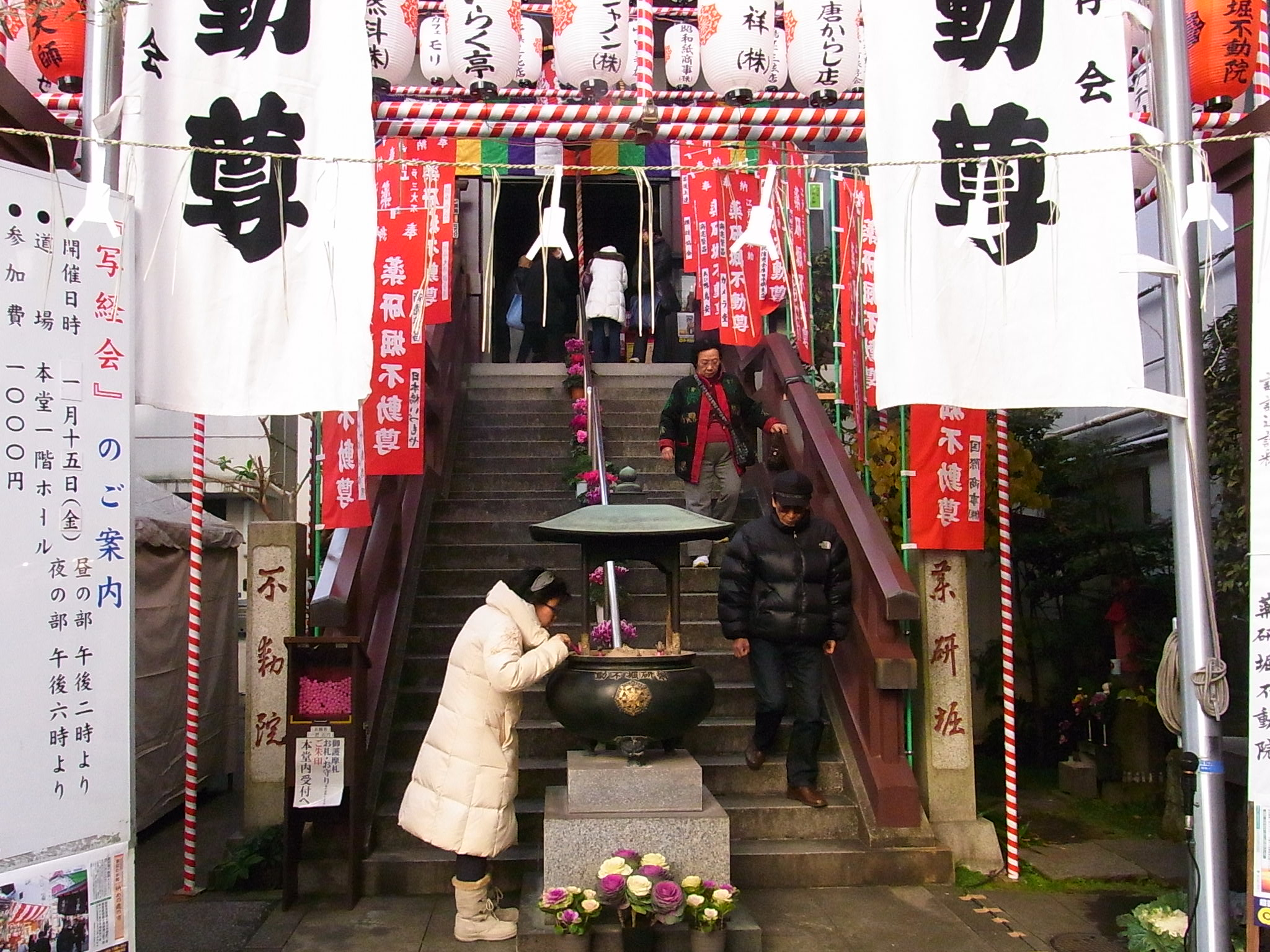
薬研堀不動院（2009年12月27日撮影）
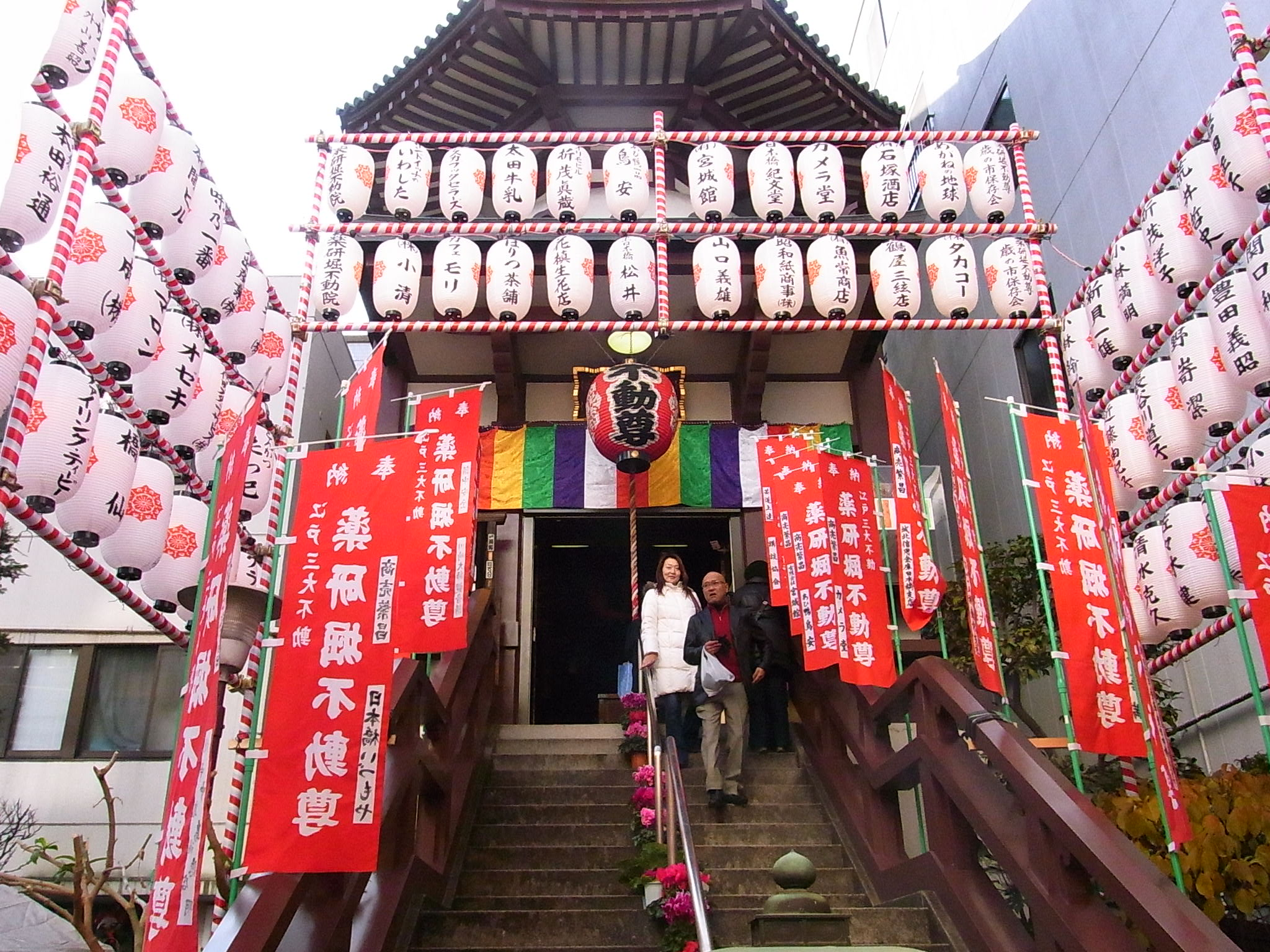
薬研堀不動院（2009年12月27日撮影）

## 寺紋

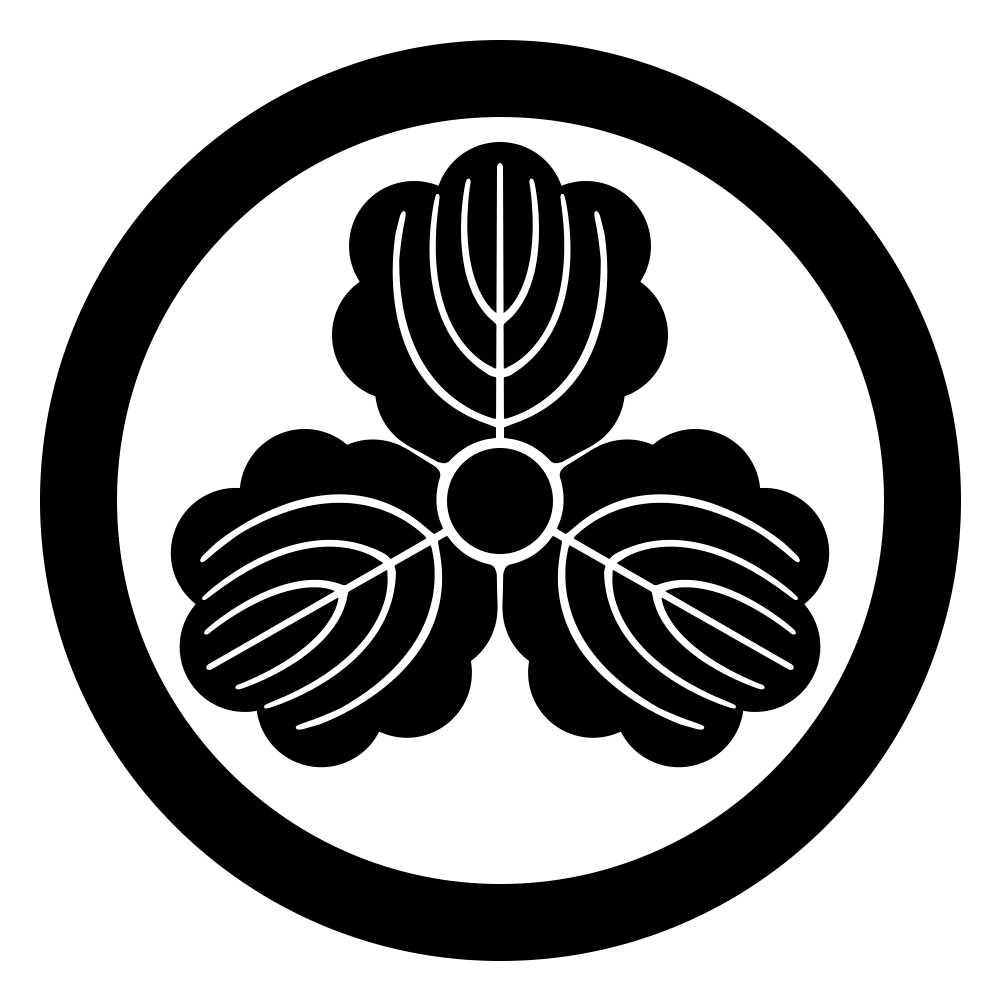
まるにみつかしわ 丸に三つ柏

## 歴代住職・主監
住職
- 大印僧都（開基）

（不詳）
- 宮原隆浩
- 高橋隆天（川崎大師貫首）
- 藤田隆乗（川崎大師貫首）

主監
- 富田隆峯
- 寺田隆明
- 飛田野隆尋
- 中島隆栄
- 渡部暢也

## 関連文献
- 斎藤長秋 編「巻之一 天枢之部 薬研堀 不動」『江戸名所図会』 一、有朋堂書店〈有朋堂文庫〉、1927年、112-113頁。NDLJP:1174130/62。